# 蛇蠱
蛇蠱（へびみこ）は、香川県小豆島に伝わる憑きもの筋。
この家系にある者が他の誰かに対して憎悪の念を抱くと、その相手に蛇の霊が取り憑いて苦しみ出し、挙句にはその人の内臓に蛇が食い込んで命を落とすという。
かつて海岸に長持が流れ着き、何人かの村人たちの間で取り合いになった。やがて公平に中身を分配しようと長持を開いたところ、中から無数の蛇が這い出してそれぞれの村人たちの家へ入り込んだ。これがやがて蛇蠱の家系になったといわれている。

## 蛇蠱が登場する作品
- 陰陽座のアルバム「風神界逅」収録の楽曲『蛇蠱[1]』